# Riva destra ucraina

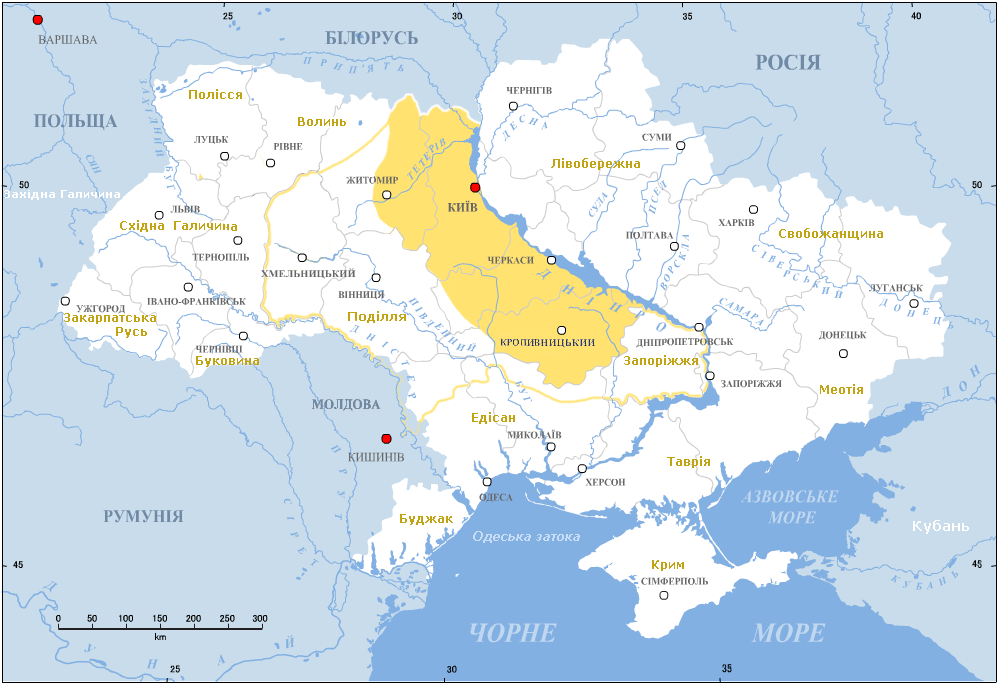
Riva destra ucraina.

La Riva destra ucraina (in ucraino Правобережна Україна?, Pravoberežna Ukraïna; in russo Правобережная Украина?, Pravoberežnaja Ukraina; in polacco Ukraina Prawobrzeżna), è il nome storico di quella parte dell'odierna Ucraina posta sulla riva destra (occidentale) del fiume Dnepr, comprendente le odierne oblast' di Volinia, Rivne, Vinnycja, Žytomyr e Kirovohrad così come i territori più occidentali delle oblast' di Kiev, Čerkasy e Ternopil'.

## Storia
Nel 1667 a seguito del trattato di Andrusovo, la Riva sinistra ucraina fu incorporata nella Moscovia, mentre quella destra (ad eccezione della città di Kiev) rimase sotto il controllo della Confederazione polacco-lituana. Cinque anni più tardi, nel 1672, la Podolia fu occupata dall'Impero ottomano, mentre Kiev e Braclav finirono sotto il controllo dell'etmano Petro Dorofijovyč Dorošenko fino al 1681, quando furono entrambe conquistate dai Turchi.
Dopo la vittoria dell'alleanza cristiana nella battaglia di Vienna (1683), nel 1699 il trattato di Karlowitz comportò il ritorno di questi territori sotto il controllo della Confederazione. Durante il XVIII secolo si verificarono due rivolte cosacche fino a che, nel 1793 la Riva destra ucraina fu annessa dall'Impero Russo durante la seconda spartizione della Polonia, diventando parte del governatorato della Piccola Russia.
Nel XIX secolo la popolazione della riva destra fu per la maggior parte di etnia ucraina ma le terre erano in gran parte possedute da polacchi. Molte delle città e dei paesi erano abitati da una corposa minoranza ebraica. Mentre la popolazione polacca era cattolica di rito romano, fino agli anni trenta di quel secolo i contadini ucraini professavano un cattolicesimo di rito bizantino. Dopo la soppressione della Chiesa uniate da parte dello Zar Nicola I di Russia, gran parte della popolazione ucraina si convertì al cristianesimo ortodosso. Alla fine dell'era imperiale la regione era divisa in tre gubernija, ognuna delle quali aveva una propria amministrazione: Governatorato di Kiev, Volinia e Podolia.